# Aparasphenodon bokermanni
Aparasphenodon bokermanni es una especie de anfibio de la familia Hylidae. Es endémica de Brasil.
Sus hábitats naturales incluyen bosques tropicales o subtropicales secos y a baja altitud.